# Abbott Laboratories
Abbott Laboratories es una compañía farmacéutica estadounidense, fundada en Chicago en 1888 por Wallace Calvin Abbott, con sede en Abbott Park, al norte de Chicago (Illinois). Hoy Abbott cuenta con aproximadamente 100 mil empleados.

## Historia
En 1888, el médico Wallace C. Abbott comienza la fabricación de dosímetros de gránulos y pastillas pequeñas que permiten una determinación más exactos y más efectivos tratamientos, utilizando los elementos activos de plantas medicinales. En 1900, el grupo de Abbott se crea bajo el nombre de "Abbott Alkaloidal Company". Ya para 1906, Abbott establece su primera red médica, y en 1910, el laboratorio se mudó a New York, San Francisco, Seattle, Toronto, en India y Europa (Londres). En 1915, el laboratorio pasó a llamarse "Abbott".
En 1916, adquiere su primera droga sintética, Chlorazene, un agente antiséptico utilizado en los campos de batalla de la guerra para limpiar las heridas. Recién en 1923, entra en el campo de la anestesia con el desarrollo de un nuevo medicamento, el Butyn, n-butil-a base de alcohol. En 1930, lanzó uno de sus productos más conocidos, el fármaco sedante e hipnótico Nembutal. Este producto tenía una particularidad que le hacía resistente entre sus usuarios finales: su particularmente larga vida útil.
En 1936, lanzó el pentotal que será la más común inducción anestésica en el mundo por más de 50 años y permitirá el desarrollo de la cirugía moderna.

### Expansión
En 1941, Gran Bretaña busca ayuda para la producción a gran escala de la penicilina (descubierta en 1928), otros antibióticos y toda clase de fármacos medicinales para los soldados ingleses y aliados. Las directivas de Abbott están de acuerdo, y en 1946, Abbott es el primer grupo farmacéutico al que se le oferta para construir un laboratorio especial para radiofármacos.
En el inicio de los 80, y con la aparición del virus de inmunodeficiencia humana (VIH), los laboratorios Abbott dan comienzo a sus actividades en inmunodiagnóstico. Ya en 1985, lanzan al mercado el primer kit para pruebas de detección del VIH en humanos.

## Áreas de trabajo
Abbott está presente en las siguientas áreas de la ciencia y medicina, tanto humana como animal:
- Línea farmacéutica: con antibióticos, desde el comienzo de la década de 1950. En particular las patologías de origen inmune, proporcionando tratamientos [VIH] desde la década de 1980 y desde 1989 con un Centro de Investigación en Worcester, Massachusetts.

- Diabetes: con dispositivos de monitoreo de glucosa y medicamentos, desde la adquisición de MediSense en 1996.
- Biología molecular: realizando análisis de ADN, ARN, y proteínas a nivel molecular, Abbot opera en las áreas de enfermedades genéticas desde 2001, con la adquisición de Vysis y la creación de "Abbott Molecular" en diciembre de 2003.
- Nutrición: destinada a bebés, niños, adultos con diabetes, adultos sanos y pacientes.
- Vascular: con dispositivos de cierre vascular, tecnologías endovasculares y coronarias, y lo referente a enfermedades cardiovasculares.
- Salud animal: anestesia para animales, dietas líquidas Clinicare animales y otros productos veterinarios.

- Línea diagnóstico/electromedicina: con instrumentos y productos destinados a la hematología, inmunodiagnóstico, oncología clínica y química (incluyendo el i-Stat, capaz de proporcionar análisis urgente del paciente en pocos minutos).